# 菲莉絲的鍊金工房 ～不可思議旅的鍊金術士～
《菲莉絲的鍊金工房 ～不可思議旅的炼金术士～》是光荣特库摩游戏旗下Gust品牌于2016年11月2日发售的电子角色扮演游戏。Windows版本于2017年3月10日发布。2021年4月22日，加入新要素以及附贈所有DLC內容之《菲莉絲的鍊金工房～不可思議旅的炼金术士～ DX》於PlayStation 4、任天堂Switch和Microsoft Windows平台發售。
《菲莉絲的鍊金工房》是以用鍊金術製作道具為重點的鍊金工房系列的第18部作品。这部作品是繼《蘇菲的鍊金工房 ～不可思議書的鍊金術士～》不可思議系列的第二部。本作的主题是“旅行”。與前作一樣，角色設計是由ゆーげん和NOCO的兩人負責，但概念設計由ゆーげん處理 。蘇菲以煉金術的師傅登場，前作的部分角色也有登場。

## 遊戲系統
本作前半段具有時間限制，類似早期的鍊金工房系列遊戲。玩家可以按照自己的意願進行探索、戰鬥和物品合成等動作。玩家必須在一年內通過鍊金術士認證考試，考試通過後的遊玩不受時間限制。隨著時間的推移，白天和黑夜將循環往復。本作為鍊金工房系列中第一款以開放世界為特色的遊戲。本作也打破了自《梅露露的鍊金工房》以來連續五作有最終Boss的傳統。
道具調合系統允許玩家將不同大小的素材放置在一個方形面板中，玩家可以在其中放置不同形狀的素材。觸媒用於改變面板的大小並添加新的線條，以此獲得新的獎勵。此外，還有可改變採集地天候及地形的超弩級調合。
本作道具調合不受固定位置的約束。本作使用攜帶式工房在地圖上發現的任何篝火上進行調合。工房可以進行擺設，並有一些提供特殊效果的擺設物品。此外，可以從各種活動中找到調合配方，例如戰鬥、遇見角色、收集材料以及調合行為本身。本作以多種方法收集素材。例如：一塊石頭可以用菲莉絲的杖打碎，或者可以用道具炸毀，這可能會產生不同的素材。
本作可以使用四個角色參加戰鬥。道具效果和怪物行動和能力可能會因天氣和一天中的時間而變化。根據角色選擇的動作，他們下一輪的待機時間可能會改變。反覆攻擊敵人可以給他們造成“破壞 (break)”，使他們被擊暈直到恢復。當角色執行動作時，儀表會填滿，允許角色使用“連鎖爆發”攻擊。任何連續移動的角色都可以一起使用組合攻擊。根據同時攻擊的角色數量和數量，可以使用連鎖技能。使用這些技能會增加“聯動”率，一旦達到一定值就可以使用終結攻擊。所有角色都可以使用物品；但是只有鍊金術士角色可以使用所有物品。

## 故事大綱
在充滿各式各樣「不可思議」的某塊邊境之地，有個存在於邊陲荒野正中央的小小村落。那是個以採礦為業的人們彼此扶持的村莊，是穿鑿岩山闢建而出的地中都市。
由於環境的因素，這裡沒有捎來季節更迭的風兒吹拂，就連應普照大地的陽光，都只能從岩縫間微弱地穿射而入。
在以水晶為照明，終日與礦石相伴為生的村莊裡，住著一名少女。 這名少女懷抱著一個夢想。想在外頭的世界自由走動一
就只是如此微小的夢想，然而這對她而言，卻是個難以實現的願望。
阻擋少女的是堵住村莊人口的巨大鐵門，這道除了少數人外不允許任何人通過的門扉，對少女纖細的手臂而言實在太過於沉重。
將對外界的思慕藏於心底，少女每天眺望著緊閉的門扉。
然而，如此一成不變的日常，卻唐突地畫上了休止符。某一天，少女與名為『鍊金術」的力量相遇。
這幾乎可說是命運的邂逅，引導少女踏上了旅程。踏上了一場，無止盡的不可思議之旅。

## 登場角色

### 主要角色
下列中文譯名皆以官方翻譯為主。
菲莉絲・密斯忒盧特
聲優 - 本渡楓 / 角色設計 - ゆーげん
本作主角。生活於受鐵門封閉的礦山村莊裡的少女。 擁有能感應出礦石埋藏處的特殊能力，在村中活用這項與生俱來的能力從事著幫忙撿拾礦石的工作。
自從小時候讀了某本冒險故事後，便一心嚮往外面的世界。 是個連鍊金術參考書都從未讀過的鍊金術新手。
莉亞妮・密斯忒盧特
聲優 - 佐藤あずさ/角色設計 - NOCO
生活於地下礦山村莊的菲莉絲的姊姊。 是名傑出的獵手，也是村子裡少數被允許外出的人。深愛著妹妹菲莉絲，平日溺愛她的樣子，在村中甚是有名。
十分理解菲莉絲想出去村外的心情，因此暗自替妹妹目前的境遇感到心痛。
伊爾梅莉亞·馮·萊茵韋伯
聲優 - 金子彩花 / 角色設計 - ゆーげん
肆無忌憚地自稱是天才鍊金術士，以鍊金術士為職的少女。自視甚高，但亦是勤勉的努力家，對於鍊金術的態度十分真摯。
性格雖稍嫌孩子氣，好強不服輸，但其實本性相當率直。與菲莉絲同樣以成為能獨當一面的鍊金術士為目標，是一同成長的競爭對手關係。
雷比·貝魯卡
聲優 - 寺島惇太 / 角色設計 - NOCO
一心一意想要變強，為此踏上旅途的流浪劍士。為了達成這個目的，尋求著沉眠於各地的武器與道具等物。
眼前的目標，就是得到塵封於某地的寶物。相傳能獲得該資物的人，便可掌握無與倫比的力量。
擁有為了獲得寶物所必須的鑰匙，但卻是已經朽壞了的狀態，因此四處尋找著能修復鑰匙的人。
蘇菲·諾伊恩謬拉
聲優 - 相坂優歌 / 角色設計 - NOCO
前作主角。指導菲莉絲鍊金術的鍊金術士。菲莉絲一直以蘇菲老師來稱呼，並且對她非常仰慕。
以通過官方公認試驗為目標，離開故鄉在世界各地旅行。
雖然生來天真浪漫且活潑的個性，在歷經各式各樣事情的成長後，也可以看到成熟穩健的一面了。
普拉芙妲
聲優 - 井口裕香 / 角色設計 - ゆーげん
前作角色。與蘇菲一同旅行的少女，同時也是指導她鍊金術的師父。與蘇菲的關係非常好，說是摯友或家人也不為過。
認真冷靜的個性，卻偶爾會有傻傻的一面。
對鍊金術的知識非常豐富，無論是對弟子的蘇菲、或是徒孫的菲莉絲，都是給予溫柔地守護並給予確實的建言。
奧斯卡·貝爾瑪
聲優 - 山下誠一郎 / 角色設計 - ゆーげん
前作角色。擁有和植物對話能力的青年。與蘇菲為同鄉好友，之前也是曾經經常一起冒險的好夥伴。
以前是胖乎乎的體型，不過在長年的旅行之中漸漸變得修長苗條。
雖然個性上很我行我素，但是和小孩時期比起來已經改善很多了。
多蘿瑟爾·懷斯貝爾克
聲優 - 小澤亞李 / 角色設計 - ゆーげん
女腳本家。具有相當強烈的好奇心，不拘小節且樂觀的性格。覺得只要開心的話怎麼樣都無所謂。
因為接受父親的戰鬥指導，所以她的戰鬥能力也是相當厲害。
不過，各方面都很不拘小節，也是個超級大路癡。平時看來總是順著心情和一時興起而行動，不過偶爾也有深思熟慮的一面。
安古利夫‧達爾曼
聲優 - 楠大典 / 角色設計 - NOCO
性格豪放的老傭兵。身經百戰，至今為止旅行世界各地，擊敗了無數的魔物。因此有著「不死之身的安古利夫」外號。
因為某個目的非常執著於金錢，據本人所說，他活著的意義就是不斷存錢。
並且出乎尋常地愛喝酒，一直探訪世界各地的酒店尋找好喝的美酒。
卡魯德·拉歐
聲優 - 東地宏樹 / 角色設計 - ゆーげん
以記錄歷史為志，被稱為標記之民的民族的族長之子。為達成記錄歷史的目的，輾轉旅行於各地。
所有記錄下來的歷史事蹟，皆被保存在故鄉一處類似圖書館的場所。然而對於該民族自身的歷史卻無人記錄，就這樣缺漏遭到遺忘。因此身為歷史記錄者的卡魯德,開始動身摸索自己民族的全貌。
海因茲·弗萊赫隆
聲優 - 鈴木裕斗 / 角色設計 - ゆーげん
將魔物作為家畜般飼養的少見民族出身。個性直爽不拘小節。對於細微的規則基本都不會注意。
夢想是把強大的魔物可以作為自己的家畜來飼養。為了這個夢想，會不斷魯莽地挑戰各地的強大魔物。他一直對自己的民族只能飼養一些弱小的魔物感到強烈的不滿，一衝動就踏上尋夢的旅途了。
手非常靈巧，特別擅長魔物素材的加工。
DLC可用角色。
夏農·亞特琴斯
聲優 - 桑原由氣 / 角色設計 - NOCO
隸屬於亞達雷特騎士團的見習女騎士。個性內向害羞。
在旅途中，無意中見到了可以自然地與他人交流的菲莉絲，為了改進自己的缺點而加入隊伍。
DLC可用角色。

### 其他角色

#### 公認鍊金術士
迪翁・麥亞
聲優 - 中村太亮 / 角色設計 - ゆーげん
草原之村緬亨的官方公認鍊金術士，個性直率。
官方公認鍊金術士的考試已經落榜幾次，終於在最近合格。
成為村中唯一的鍊金術士，因此工作總是做不完，也總是脫線出錯。
歐蕾莉‧布魯荷
聲優 - 宮澤清子 / 角色設計 - ゆーげん
森之村德娜的長老兼官方公認鍊金術士。個性黑白分明且率直。對禮儀十分重視，非常囉嗦。因此村人都很怕她。
長年來見過許許多多的鍊金術士，所以很有識人的眼光。
雖然年紀很大但卻很討厭被當老人看待，不管是誰，只要把她當老奶奶，她都會發飆。
蓮‧布萊多娜
聲優 - 石井未紗 / 角色設計 - NOCO
住在湖畔小城佛魯斯海姆的女性官方公認錬金術士。非常認真且嚴厲的性格。
鍊金技術高超，而且對鍊金術的態度也非常真摯。對於利用鍊金術為非作歹之輩，她是打從心底看輕他們。
由於過於心直口快，所以周圍的人總是認為她是非常難以相處。其實其本人私底下，對這點也十分苦惱。
諾爾貝魯特‧克拉森
聲優 - 藤沼建人 / 角色設計 - NOCO
住在谷之村谷拉歐‧塔魯的公認鍊金術士。個性隨便且愛捉弄人。
平常總是會翹班不做事，但只要有求於他就一定會出手幫助，因此獲得村人莫大的信賴。
由於他老是愛在村中閒逛亂跑，所以去他的工房總是空無一人。
奇爾榭‧里媞爾
聲優 - 山本彩乃 / 角色設計 - ゆーげん
生活於雪之村佛羅肯的官方公認鍊金術士少女。歷代以來最年輕通過官方公認測驗的天才。
因此常表現出很聰慧的言行。
另一方面也懷抱著想要同年齡朋友的煩惱。
艾蒂爾・漢克施坦因
聲優 - 木下紗華 / 角色設計 - ゆーげん
萊森堡的鎮長。 隨著作為前代鎮長父親的退休，接任了鎮長的位置。
自己本身也是持有官方公認資格的鍊金術師，同時也兼任官方公認試驗的考官一職。
頭腦十分靈活，政治和經濟的知識也很豐富。為了讓萊森貝格小鎮繁榮起來，一直付出極大的心血努力。也正是因為她的不懈努力，使得她在鎮民中有很高的人氣。

#### 旅途中遇見的人們
安涅莉絲‧愛克思娜
聲優 - 寺依沙織 / 角色設計 - ゆーげん
任職於從冒險者那裡收集情報的設施“見聞院”的女性大司書。其地位相當高崇。 為人極其認真。
頭腦清晰，關於古文書解讀，無人能超越。只是非常地大意，常常會引發各種麻煩。
露易絲・貝斯塔
聲優 - 五十嵐裕美 / 角色設計 - NOCO
在旅途中遇到的女性吟遊詩人。同時也是行商人，販賣著各種各樣的物品。
雖然因為某個理由她一直打扮成男性，其實是純女性。直爽開朗的性格，使得她的表情也非常豐富。
唱歌是她生平最喜好的事情，即使在工作時，歌聲也是從不中斷。

## 主题曲
片頭曲：「flora」
編曲：湯淺篤，作詞、作曲、主唱：南壽亞彩子
片尾曲：「光ノ軌跡」
作詞：日山尚 ，作曲、編曲：阿部隆大，主唱：霜月はるか
片尾曲：「Into the Journey」
作詞、作曲、編曲：矢野達也，歌：Ceui

插入曲：「わたしの見たい景色まで」(中文譯名:直到我想看的景色為止)
作詞、作曲、編曲 - 柳川和樹 ，主唱：山本美禰子
「嵐を越えて」(中文譯名:穿越暴風)
作詞、作曲、編曲 - なるけみちこ，主唱： 霜月はるか
「このごろ、そのひぐらしで」
作詞、作曲、主唱：南壽あさ子，編曲 - 湯浅篤
「青、淡き旅」(中文譯名:藍色淡淡之旅)
作詞、作曲 - Tasmanian＆Tiger，編曲 - 滝沢光啓，主唱：PiA吳蓓雅
「Ressurection」
作詞 - 青木香苗，作曲、編曲 - 阿知波大輔 ，主唱：悠花

## 外部連結
- 官方网站：日文、中文
- 鍊金工房 ～不可思議之鍊金術士三部曲～ DX （页面存档备份，存于）